# Conchita Martínez
Inmaculada Concepción ("Conchita") Martínez Bernat (Monzón, 16 de abril de 1972) é uma ex-tenista profissional espanhola, vencedora do torneio de simples de Wimbledon de 1994.
Disputou as finais de simples do Aberto da Austrália em 1998 e do Aberto da França em 2000. Participou de quatro olimpíadas: Barcelona 1992, Atlanta 1996, Sydney 2000 e Atenas 2004. Obteve medalhas de prata em Barcelona e Atenas e bronze em Atlanta, todas em duplas.

## Grand Slam finais

### Simples: 3 (1–2)
| Posição | Ano  | Campeonato          | Piso   | Oponente            | Placar        |
| ------- | ---- | ------------------- | ------ | ------------------- | ------------- |
| Campeã  | 1994 | Wimbledon           | Grama  | Martina Navrátilová | 6–4, 3–6, 6–3 |
| Vice    | 1998 | Aberto da Austrália | Duro   | Martina Hingis      | 3–6, 3–6      |
| Vice    | 2000 | Roland Garros       | Saibro | Mary Pierce         | 2–6, 5–7      |

### Duplas: 2 (0–2)
| Posição | Ano  | Campeonato    | Piso   | Parceira                | Oponentes                           | Placar   |
| ------- | ---- | ------------- | ------ | ----------------------- | ----------------------------------- | -------- |
| Vice    | 1992 | Roland Garros | Saibro | Arantxa Sánchez Vicario | Gigi Fernández Natasha Zvereva      | 3–6, 2–6 |
| Vice    | 2001 | Roland Garros | Saibro | Jelena Dokić            | Virginia Ruano Pascual Paola Suárez | 2–6, 1–6 |

## Jogos Olímpicos

### Duplas: 3 finais (2 pratas, 1 bronze)
| Posição | Ano  | Local     | Piso   | Parceira                | Oponentes                               | Placar        |
| ------- | ---- | --------- | ------ | ----------------------- | --------------------------------------- | ------------- |
| Prata   | 1992 | Barcelona | Saibro | Arantxa Sánchez Vicario | Gigi Fernández Mary Joe Fernández       | 5–7, 6–2, 2–6 |
| Bronze  | 1996 | Atlanta   | Duro   | Arantxa Sánchez Vicario | Manon Bollegraf Brenda Schultz-McCarthy | 6–3, 6–1      |
| Prata   | 2004 | Atenas    | Duro   | Virginia Ruano Pascual  | Li Ting Sun Tiantian                    | 3–6, 3–6      |